# 法姆頓 (佛羅里達州)
法姆頓（英語：Farmton）是位於美國佛羅里達州福祿喜雅縣的一個非建制地區。該地的面積和人口皆未知。

## 地理
法姆頓的座標為28°50′49″N 81°03′38″W / 28.84694°N 81.06056°W，而該地的平均海拔高度為5米（即16英尺）。